# Askersunds distrikt
Askersunds distrikt är från 2016 ett distrikt i Askersunds kommun och Örebro län.
Distriktet omfattar tätorten Askersund med kringområde.

## Tidigare administrativ tillhörighet
Distriktet inrättades 2016 och utgörs av området som till 1971 utgjorde Askersunds stad och vari Askersunds socken uppgick 1952.
Området motsvarar den omfattning Askersunds församling  hade vid årsskiftet 1999/2000 och som den fick 1965 när Askersunds landsförsamling gick samman med Askersunds stadsförsamling.